# Död pixel

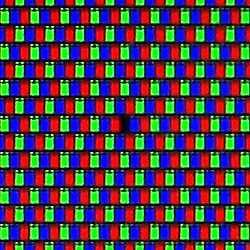
En död pixel i 40 gångers förstoring.

Döda pixlar syftar på de bildelement som kallas pixlar i en LCD-skärm, en CCD- eller en CMOS-sensor eller liknande som på något sätt är defekta. En död pixel reagerar inte som den ska och resultatet blir ofta att den inte kan ändra ljusstyrka eller färg. Den kan antingen vara helt svart, helt vit eller visa en stark avvikelse åt någon av grundfärgerna vanligen röd, grön eller blå. Skärmarna till datorer, bärbara TV-spel m.m. delas vanligtvis in i olika klasser av respektive tillverkare beroende på hur många defekta pixlar som tolereras.
Det finns olika test på Internet som kan avslöja om din skärm har en eller fler döda pixlar. En mycket enkel lösning som fungerar i sällsynta fall är att försöka trycka försiktigt med tummen mot pixeln, har man tur så försvinner den.